# LMS (EP)
LMS (Lutsch Mein Schwanz) è il primo extended play del rapper tedesco Kool Savas, pubblicato nel 1999.

## Tracce
1. LMS – 3:19
2. Schwule Rapper – 3:35